# NGC 653
NGC 653 este o galaxie spirală situată în constelația Andromeda. A fost descoperită în 29 noiembrie 1883 de către Édouard Stephan.